# Сакар
Сакар (туркм. Sakar) — город в Саятском этрапе Лебапского велаята Туркменистана. С 1952 — посёлок городского типа. С 2016 года — город.
Рядом с посёлком проходит трасса Туркменабад—Керки. В 10 км протекает река Аму-Дарья. Расстояние от столицы — города Ашхабада — около 700 км, от Туркменабада 20 км.
Входил в состав и был административным центром Сакарского этрапа, после ликвидации которого 25 ноября 2017 года решением Парламента Туркменистана Сакар включён в состав Саятского этрапа.
Название происходит от наименования туркменского племени сакар.